# Лазаренко, Виктория Сергеевна
Виктория Сергеевна Лазаренко (род. 22 апреля 2003 года, Чусовой, Пермская область, Россия) — российская фристайлистка, выступающая в могуле. Серебряный призёр чемпионата мира 2021 года. Участница Олимпийских игр 2022 года.

## Биография
Виктория родилась 22 апреля 2003 года в Чусовом Пермского края в семье спортсменов. Отец — заслуженный тренер России С. А. Лазаренко. Мать была спортсменкой, а отец — спортсменом и тренером.
С раннего возраста Виктория часто ездила с родителями на сборы и соревнования. Изначально она занималась горными лыжами. В возрасте 9-10 лет на очередном тренировочном мероприятии в Казахстане, где была с отцом, Виктория познакомилась с другим видом спорта и это был фристайл. По её словам, сразу же перешла в могул: «потому что знала, что если папа тренер по могулу, то мне будет легче освоить эту дисциплину». Со слов Виктории, ей очень понравился фристайл.
Выступает за СДЮСШОР «Огонёк» им. Л. Д. Постникова (г. Чусовой), ЦСП Пермского края. В 2018 году она стала серебряным призером чемпионата России в могуле и бронзовым — в парном могуле.
В сезоне 2019/2020 она начала выступать на Кубке мира. В 2021 году она стала серебряным призером чемпионата мира по фристайлу в парном могуле, чемпионкой мира по фристайлу среди юниоров в парном могуле и серебряным призером первенства мира среди юниоров в могуле.
В 2022 году на Олимпиаде в Пекине не прошла в финал соревнований.

## Достижения
- 2021 — серебряный призёр чемпионата мира — парный могул
- 2021 — чемпионка мира среди юниоров — парный могул
- 2018 — серебряный призёр чемпионата России — могул
- 2018 — бронзовый призёр чемпионата России — парный могул.
- 2024 — победительница Кубка России по фристайлу — парный могул, Белогорск, Кемеровская область